# Martina Lenzini
Martina Lenzini (Fanano, 23 luglio 1998) è una calciatrice italiana, difensore della Juventus e della nazionale italiana.

## Caratteristiche tecniche
Giocatrice dotata di grande velocità, è in grado di giocare sia alta che bassa sulla fascia, preferibilmente a destra. I suoi cross sono in genere precisi e pericolosi.

## Carriera

### Club

#### Giovanili
Inizia a giocare a calcio nella squadra del suo paese nativo all'età di 8 anni, il Fanano Calcio poi trasformatosi in Uni. Ca. 2010, dove resta fino al compimento dei 14 anni, anno in cui per limiti di età le ragazze devono abbandonare il maschile per passare al femminile. Nel 2010, ultima stagione con questa squadra, ottiene la convocazione della rappresentativa regionale emiliano-romagnola vincendo il campionato nazionale, successo bissato l'anno seguente quando è entrata a far parte della squadra femminile dell'Olimpia Vignola, dove segna 10 reti con la Primavera e al primo anno per questo viene subito promossa in Prima Squadra.

#### Gli inizi: Olimpia Vignola
Nell'Olimpia Vignola viene subito lanciata in Prima Squadra che militava nella Serie A2, all'epoca il secondo livello del calcio femminile italiano, e nella prima stagione, oltre ai già citati 10 gol con la Primavera, riesce a segnare ben 4 reti anche con le grandi. Nonostante sul campo la squadra si salvi ai play-out, per problemi economici viene retrocessa in Serie C, subendo così un balzo verso il basso di ben due categorie. Martina viene convocata nella rappresentativa regionale portando così l'Emilia-Romagna a vincere il terzo campionato in quattro anni.

#### Brescia, prestito all'Imolese e ritorno a Brescia
Nel 2014 viene notata e acquistata dal Brescia che però, ritenendola non ancora pronta per disputare un campionato di Serie A, la gira per un anno all'Imolese in Serie B, dove a causa di diversi infortuni gioca con poca continuità e riesce a trovare solo due reti. Nel 2015 avviene quindi l'esordio con la maglia delle leonesse, con le quali vince lo Scudetto e la Coppa Italia, raggiungendo anche i quarti di finale di UEFA Women's Champions League. L'anno seguente vince la Supercoppa italiana restando tuttavia in panchina per tutti i 90 minuti.. Il 7 gennaio 2017 realizza il primo gol in campionato con la maglia delle Leonesse segnando il gol del momentaneo 0-2 contro il Luserna, gara poi terminata 0-5. Nell'occasione nello scacchiere di Milena Bertolini è stata impiegata terzino destro nel 4-4-2 iniziale con il conseguente spostamento di Sara Gama sulla corsia opposta, posizione che la giocatrice triestina aveva già impiegato nel 2008 quando con la nazionale under 19 vinse gli Europei di categoria. L'11 febbraio, pur dovendo sulla carta partire dalla panchina, viene schierata titolare nella gara casalinga contro la Res Roma, vinta 3-0, a causa dell'infortunio occorso a Cecilia Salvai nel riscaldamento.

#### Juventus, Sassuolo e ritorno in bianconero
Nell'estate 2017 ha lasciato il Brescia per trasferirsi alla neonata Juventus, società con la quale vince lo scudetto 2017-2018. Per la stagione 2018-2019 è stata ceduta in prestito al Sassuolo. Rimasta alla società emiliana per tre stagioni sotto la guida tecnica di Giampiero Piovani, condivide con le compagne la progressione della squadra che dalla sua prima stagione in casacca neroverde passa dalla lotta per non retrocedere ad essere la squadra rivelazione del campionato 2020-2021 concludendo al 3º posto in classifica e sfiorando la possibilità di accedere alla UEFA Women's Champions League. In questo periodo matura complessivamente 53 presenze in Serie A, alle quali si aggiungono le 6 in Coppa Italia.
Il 3 luglio 2021 la Juventus annuncia il suo ritorno in bianconero, dopo 3 stagioni in prestito al Sassuolo.

### Nazionale

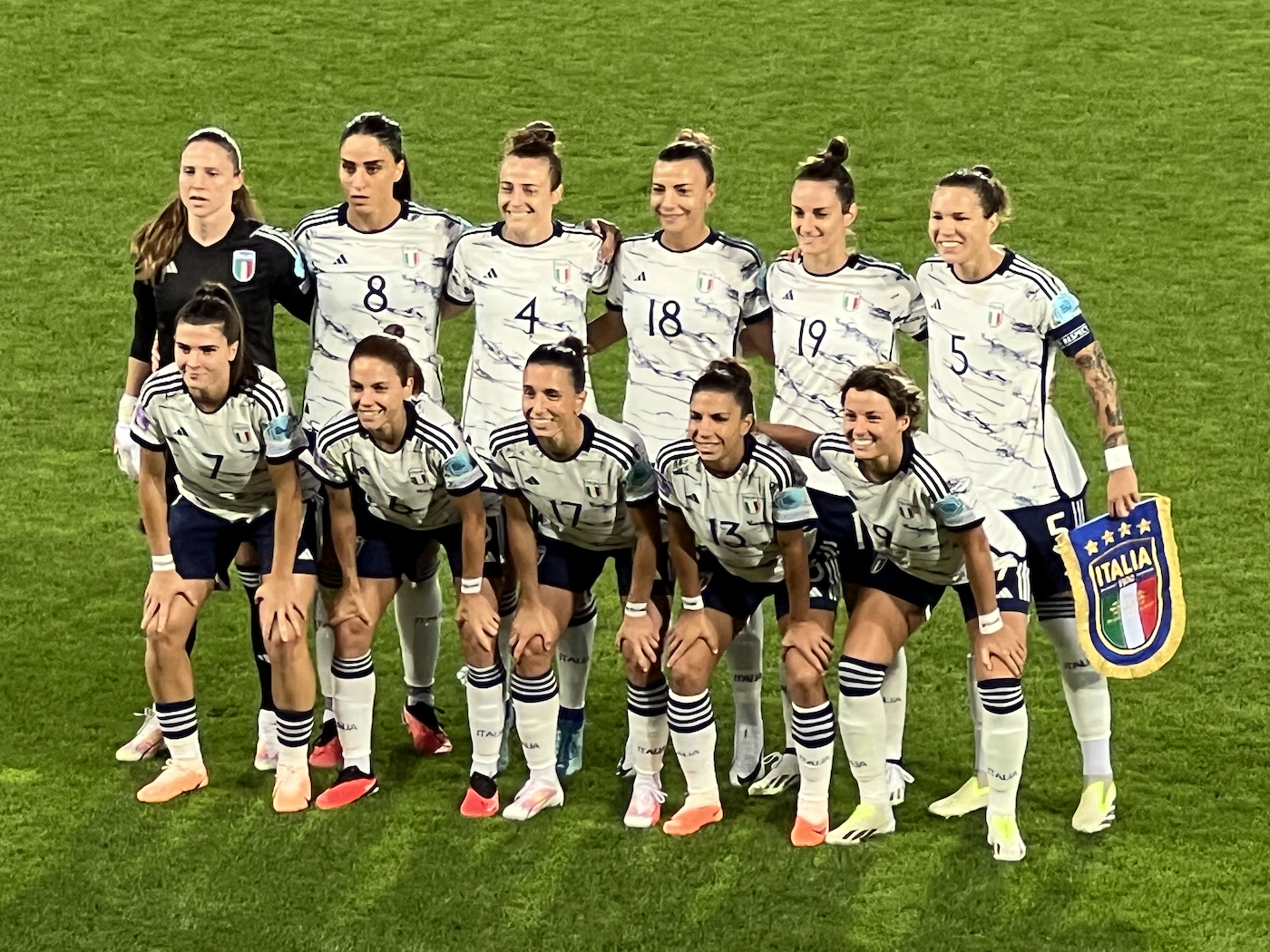
Lenzini (in piedi, seconda da destra) in nazionale nel 2023

Viene convocata per la prima volta in nazionale under 17 nel novembre 2013, in vista del campionato europeo di categoria, venendo tuttavia scartata dalle convocate per la fase Elite. L'anno seguente si prende la sua rivincita venendo convocata a tutte le qualificazioni e per la fase Elite, dove però viene eliminata al primo turno non riuscendo a ottenere nemmeno un punto. Prima delle qualificazioni all'europeo, all'esordio con la maglia azzurra entra dalla panchina e segna in un'amichevole. Attualmente è in pianta stabile in under 19. Viene convocata per la fase elite dell'Europeo 2019 di categoria, dove gioca tutte e tre le partite da titolare senza mai essere sostituita nel suo ruolo naturale di terzino destro. Vincendo contro la Serbia e le padrone di casa della Norvegia, complice la contemporanea sconfitta della Svezia, capace di sconfiggere le Azzurrine, contro le serbe nell'ultima giornata le ragazze guidate dal tecnico Sbardella accedono alla fase finale che si disputa in Irlanda del Nord.
Debutta con la maglia della nazionale maggiore il 7 marzo 2020 nella semifinale dell'Algarve Cup contro la Nuova Zelanda, subentrando al posto di Alia Guagni.

## Statistiche

### Presenze e reti nei club
Statistiche aggiornate al 17 maggio 2025.
| Stagione        | Squadra         | Campionato      | Campionato | Campionato | Coppe nazionali | Coppe nazionali | Coppe nazionali | Coppe continentali | Coppe continentali | Coppe continentali | Altre coppe | Altre coppe | Altre coppe | Totale | Totale |
| Stagione        | Squadra         | Comp            | Pres       | Reti       | Comp            | Pres            | Reti            | Comp               | Pres               | Reti               | Comp        | Pres        | Reti        | Pres   | Reti   |
| --------------- | --------------- | --------------- | ---------- | ---------- | --------------- | --------------- | --------------- | ------------------ | ------------------ | ------------------ | ----------- | ----------- | ----------- | ------ | ------ |
| 2012-2013       | Olimpia Vignola | A2              | 21+2       | 3+1        | CI              | ?               | ?               |                    | -                  | -                  |             | -           | -           | 23+    | 4+     |
| 2013-2014       | Brescia         | A               | 0          | 0          | CI              | 0               | 0               |                    | -                  | -                  |             | -           | -           | 0      | 0      |
| 2014-2015       | Imolese         | B               | 18         | 2          | CI              | ?               | ?               |                    | -                  | -                  |             | -           | -           | 18+    | 2+     |
| 2015-2016       | Brescia         | A               | 10         | 0          | CI              | 2               | 0               | UWCL               | 1                  | 0                  | SI          | 0           | 0           | 13     | 0      |
| 2016-2017       | Brescia         | A               | 17         | 1          | CI              | 2               | 0               | UWCL               | 1                  | 0                  | SI          | 0           | 0           | 20     | 1      |
| Totale Brescia  | Totale Brescia  | Totale Brescia  | 27         | 1          |                 | 4               | 0               |                    | 2                  | 0                  |             | 0           | 0           | 33     | 1      |
| 2017-2018       | Juventus        | A               | 9          | 0          | CI              | 4               | 0               |                    | -                  | -                  |             | -           | -           | 13     | 0      |
| 2018-2019       | Sassuolo        | A               | 19         | 0          | CI              | 2               | 0               |                    | -                  | -                  |             | -           | -           | 21     | 0      |
| 2019-2020       | Sassuolo        | A               | 15         | 0          | CI              | 1               | 0               |                    | -                  | -                  |             | -           | -           | 16     | 0      |
| 2020-2021       | Sassuolo        | A               | 19         | 0          | CI              | 3               | 0               |                    | -                  | -                  |             | -           | -           | 22     | 0      |
| Totale Sassuolo | Totale Sassuolo | Totale Sassuolo | 53         | 0          |                 | 6               | 0               |                    | -                  | -                  |             | -           | -           | 59     | 0      |
| 2021-2022       | Juventus        | A               | 19         | 0          | CI              | 5               | 0               | UWCL               | 9                  | 0                  | SI          | 2           | 0           | 35     | 0      |
| 2022-2023       | Juventus        | A               | 24         | 1          | CI              | 5               | 0               | UWCL               | 10                 | 0                  | SI          | 1           | 0           | 40     | 1      |
| 2023-2024       | Juventus        | A               | 24         | 0          | CI              | 5               | 0               | UWCL               | 2                  | 1                  | SI          | 1           | 0           | 32     | 1      |
| 2024-2025       | Juventus        | A               | 16         | 0          | CI              | 2               | 0               | UWCL               | 6                  | 0                  | -           | -           | -           | 24     | 0      |
| Totale Juventus | Totale Juventus | Totale Juventus | 92         | 1          |                 | 21              | 0               |                    | 27                 | 1                  |             | 4           | 0           | 144    | 2      |
| Totale carriera | Totale carriera | Totale carriera | 211        | 7          |                 | 31+             | 0+              |                    | 29                 | 1                  |             | 4           | 0           | 277+   | 9+     |

### Cronologia delle presenze e delle reti in nazionale
| Cronologia completa delle presenze e delle reti in nazionale ― Italia | Cronologia completa delle presenze e delle reti in nazionale ― Italia | Cronologia completa delle presenze e delle reti in nazionale ― Italia | Cronologia completa delle presenze e delle reti in nazionale ― Italia | Cronologia completa delle presenze e delle reti in nazionale ― Italia | Cronologia completa delle presenze e delle reti in nazionale ― Italia | Cronologia completa delle presenze e delle reti in nazionale ― Italia | Cronologia completa delle presenze e delle reti in nazionale ― Italia |
| Data                                                                  | Città                                                                 | In casa                                                               | Risultato                                                             | Ospiti                                                                | Competizione                                                          | Reti                                                                  | Note                                                                  |
| --------------------------------------------------------------------- | --------------------------------------------------------------------- | --------------------------------------------------------------------- | --------------------------------------------------------------------- | --------------------------------------------------------------------- | --------------------------------------------------------------------- | --------------------------------------------------------------------- | --------------------------------------------------------------------- |
| 7-3-2020                                                              | Parchal                                                               | Nuova Zelanda                                                         | 0 – 3                                                                 | Italia                                                                | Algarve Cup 2020 - Seconda fase                                       | -                                                                     | 78’                                                                   |
| 10-6-2021                                                             | Ferrara                                                               | Italia                                                                | 1 – 0                                                                 | Paesi Bassi                                                           | Amichevole                                                            | -                                                                     | 88’                                                                   |
| 14-6-2021                                                             | Wiener Neustadt                                                       | Austria                                                               | 2 – 3                                                                 | Italia                                                                | Amichevole                                                            | -                                                                     |                                                                       |
| 21-9-2021                                                             | Karlovac                                                              | Croazia                                                               | 0 – 5                                                                 | Italia                                                                | Qual. Mondiali 2023                                                   | -                                                                     | 46’                                                                   |
| 22-10-2021                                                            | Castel di Sangro                                                      | Italia                                                                | 3 – 0                                                                 | Croazia                                                               | Qual. Mondiali 2023                                                   | -                                                                     | 68’                                                                   |
| 26-10-2021                                                            | Vilnius                                                               | Lituania                                                              | 0 – 5                                                                 | Italia                                                                | Qual. Mondiali 2023                                                   | -                                                                     |                                                                       |
| 26-11-2021                                                            | Palermo                                                               | Italia                                                                | 1 – 2                                                                 | Svizzera                                                              | Qual. Mondiali 2023                                                   | -                                                                     | 81’                                                                   |
| 16-2-2022                                                             | Lagos                                                                 | Danimarca                                                             | 0 – 1                                                                 | Italia                                                                | Algarve Cup 2022 - 1º turno                                           | -                                                                     |                                                                       |
| 20-2-2022                                                             | Faro                                                                  | Italia                                                                | 2 – 1                                                                 | Norvegia                                                              | Algarve Cup 2022 - 1º turno                                           | -                                                                     | 70’                                                                   |
| 23-2-2022                                                             | Lagos                                                                 | Svezia                                                                | 1 – 1 (6 - 5 dtr)                                                     | Italia                                                                | Algarve Cup 2022 - Finale                                             | -                                                                     | 70’ 81’                                                               |
| 12-4-2022                                                             | Thun                                                                  | Svizzera                                                              | 0 – 1                                                                 | Italia                                                                | Qual. Mondiali 2023                                                   | -                                                                     | 89’                                                                   |
| 1-7-2022                                                              | Castel di Sangro                                                      | Italia                                                                | 1 – 1                                                                 | Spagna                                                                | Amichevole                                                            | -                                                                     | 75’                                                                   |
| 2-9-2022                                                              | Chișinău                                                              | Moldavia                                                              | 0 – 8                                                                 | Italia                                                                | Qual. Mondiali 2023                                                   | -                                                                     |                                                                       |
| 6-9-2022                                                              | Ferrara                                                               | Italia                                                                | 2 – 0                                                                 | Romania                                                               | Qual. Mondiali 2023                                                   | -                                                                     | 46’                                                                   |
| 10-10-2022                                                            | Genova                                                                | Italia                                                                | 0 – 1                                                                 | Brasile                                                               | Amichevole                                                            | -                                                                     |                                                                       |
| 16-2-2023                                                             | Milton Keynes                                                         | Italia                                                                | 1 – 2                                                                 | Belgio                                                                | Arnold Clark Cup 2023                                                 | -                                                                     |                                                                       |
| 19-2-2023                                                             | Coventry                                                              | Inghilterra                                                           | 2 – 1                                                                 | Italia                                                                | Arnold Clark Cup 2023                                                 | -                                                                     |                                                                       |
| 22-2-2023                                                             | Bristol                                                               | Corea del Sud                                                         | 1 – 2                                                                 | Italia                                                                | Arnold Clark Cup 2023                                                 | -                                                                     | 46’                                                                   |
| 11-4-2023                                                             | Roma                                                                  | Italia                                                                | 2 – 1                                                                 | Colombia                                                              | Amichevole                                                            | -                                                                     |                                                                       |
| 1-7-2023                                                              | Ferrara                                                               | Italia                                                                | 0 – 0                                                                 | Marocco                                                               | Amichevole                                                            | -                                                                     |                                                                       |
| 29-7-2023                                                             | Wellington                                                            | Svezia                                                                | 5 – 0                                                                 | Italia                                                                | Mondiali 2023 - Fase a gironi                                         | -                                                                     | 59’                                                                   |
| 22-9-2023                                                             | San Gallo                                                             | Svizzera                                                              | 0 – 1                                                                 | Italia                                                                | UEFA Women's Nations League 2023-2024 - Fase a gironi                 | -                                                                     |                                                                       |
| 26-9-2023                                                             | Castel di Sangro                                                      | Italia                                                                | 0 – 1                                                                 | Svezia                                                                | UEFA Women's Nations League 2023-2024 - Fase a gironi                 | -                                                                     |                                                                       |
| 27-10-2023                                                            | Salerno                                                               | Italia                                                                | 0 – 1                                                                 | Spagna                                                                | UEFA Women's Nations League 2023-2024 - Fase a gironi                 | -                                                                     |                                                                       |
| 31-10-2023                                                            | Malmö                                                                 | Svezia                                                                | 1 – 1                                                                 | Italia                                                                | UEFA Women's Nations League 2023-2024 - Fase a gironi                 | -                                                                     |                                                                       |
| 1-12-2023                                                             | Pontevedra                                                            | Spagna                                                                | 2 – 3                                                                 | Italia                                                                | UEFA Women's Nations League 2023-2024 - Fase a gironi                 | -                                                                     |                                                                       |
| 27-2-2024                                                             | Algeciras                                                             | Inghilterra                                                           | 5 – 1                                                                 | Italia                                                                | Amichevole                                                            | -                                                                     |                                                                       |
| 5-4-2024                                                              | Cosenza                                                               | Italia                                                                | 2 – 0                                                                 | Paesi Bassi                                                           | Qual. Euro 2025                                                       | -                                                                     |                                                                       |
| 9-4-2024                                                              | Helsinki                                                              | Finlandia                                                             | 2 – 1                                                                 | Italia                                                                | Qual. Euro 2025                                                       | -                                                                     |                                                                       |
| 31-5-2024                                                             | Oslo                                                                  | Norvegia                                                              | 0 – 0                                                                 | Italia                                                                | Qual. Euro 2025                                                       | -                                                                     |                                                                       |
| 4-6-2024                                                              | Ferrara                                                               | Italia                                                                | 1 – 1                                                                 | Norvegia                                                              | Qual. Euro 2025                                                       | -                                                                     |                                                                       |
| 12-7-2024                                                             | Sittard                                                               | Paesi Bassi                                                           | 0 – 0                                                                 | Italia                                                                | Qual. Euro 2025                                                       | -                                                                     |                                                                       |
| 16-7-2024                                                             | Bolzano                                                               | Italia                                                                | 4 – 0                                                                 | Finlandia                                                             | Qual. Euro 2025                                                       | -                                                                     |                                                                       |
| 25-10-2024                                                            | Roma                                                                  | Italia                                                                | 5 – 0                                                                 | Malta                                                                 | Amichevole                                                            | -                                                                     | 46’                                                                   |
| 29-10-2024                                                            | Vicenza                                                               | Italia                                                                | 1 – 1                                                                 | Spagna                                                                | Amichevole                                                            | -                                                                     | 66’                                                                   |
| 2-12-2024                                                             | Bochum                                                                | Germania                                                              | 1 – 2                                                                 | Italia                                                                | Amichevole                                                            | -                                                                     |                                                                       |
| 21-2-2025                                                             | Monza                                                                 | Italia                                                                | 1 – 0                                                                 | Galles                                                                | UEFA Women's Nations League 2025 - Fase a gironi                      | -                                                                     |                                                                       |
| 25-2-2025                                                             | La Spezia                                                             | Italia                                                                | 1 – 3                                                                 | Danimarca                                                             | UEFA Women's Nations League 2025 - Fase a gironi                      | -                                                                     |                                                                       |
| 4-4-2025                                                              | Solna                                                                 | Svezia                                                                | 3 – 2                                                                 | Italia                                                                | UEFA Women's Nations League 2025 - Fase a gironi                      | -                                                                     | 70’                                                                   |
| 3-6-2025                                                              | Swansea                                                               | Galles                                                                | 1 – 4                                                                 | Italia                                                                | UEFA Women's Nations League 2025 - Fase a gironi                      | -                                                                     | 57’                                                                   |
| 3-7-2025                                                              | Sion                                                                  | Belgio                                                                | 0 – 1                                                                 | Italia                                                                | Euro 2025 - Fase a gironi                                             | -                                                                     | 16’ 72’                                                               |
| 7-7-2025                                                              | Ginevra                                                               | Portogallo                                                            | 1 – 1                                                                 | Italia                                                                | Euro 2025 - Fase a gironi                                             | -                                                                     |                                                                       |
| 11-7-2025                                                             | Berna                                                                 | Italia                                                                | 1 – 3                                                                 | Spagna                                                                | Euro 2025 - Fase a gironi                                             | -                                                                     |                                                                       |
| 16-7-2025                                                             | Ginevra                                                               | Norvegia                                                              | 1 – 2                                                                 | Italia                                                                | Euro 2025 - Quarti di finale                                          | -                                                                     | 90+2’                                                                 |
| 22-7-2025                                                             | Ginevra                                                               | Inghilterra                                                           | 2 – 1 dts                                                             | Italia                                                                | Euro 2025 - Semifinali                                                | -                                                                     | 89’                                                                   |
| Totale                                                                |                                                                       | Presenze                                                              | 45                                                                    |                                                                       | Reti                                                                  | 0                                                                     |                                                                       |

## Palmarès

### Club

#### Competizioni nazionali
- Campionato italiano: 4

Brescia: 2015-2016
Juventus: 2017-2018, 2021-2022, 2024-2025
- Coppa Italia: 4

Brescia: 2015-2016
Juventus: 2021-2022, 2022-2023, 2024-2025
- Supercoppa italiana: 3

Brescia: 2016
Juventus: 2021, 2023

### Individuale
- Gran Galà del calcio AIC: 1

Squadra dell'anno: 2022